# Utopijski socijalizam
Utopijski socijalizam naziv je za povezane teorije o socijalizmu tijekom prve polovine 18. stoljeća u svjetlu prosvjetiteljstva. Socijalisti, koji su bili pristaše ovakvog socijalizma, nazivani su utopistima. I sam Karl Marx se između ostalih koristio ovim terminom pošto je smatrao da utopisti imaju za cilj stvaranja jednog modela zajednice kojeg bi pokušali ostvariti direktno, bez ikakvog programa kako to napraviti. Utopijski socijalisti su često smatrali da je kapitalizam kao društvo bio tako neefikasan tako da se socijalistički organizirana alternativa može uspostaviti i bez problema natjecati s kapitalizmom. Robert Owen i njegov projekt socijalističkog kolektiva radnih ljudi često se koristi kao arhetip utopijskog socijalizma. 
U definiciju utopijskog socijalizma spada također i činjenica da se utopija ne može realizirati na duže vrijeme. Utopija oslikava ljudsku nadu i čežnju, i važna je iz jednog vizionarskog kuta gledanja; puno toga što se nedavno smatralo znanstvenom fantastikom postalo je stvarnost. Vizionarski elementi kod socijalizma ostali su zajedno s jačim znanstvenim težnjama. U klasične utopiste se obično ubrajaju Charles Fourier, Robert Owen, Henri Saint-Simon i Nils Herman Quiding. Njihova utopija je često obuhvatala grandiozne građevinske projekte, gdje se pokušavalo idealno društvo smjestiti u odgovarajući miljee, prakticirajući različite kolektivne životne i proizvodne načine. Neki od ovih projekata su bili izolirani, eksentrični i kratkotrajni, dok neki od njih žive i danas u nekom obliku npr. ideja zajednice Josiaha Warrena.
Utopijski socijalizam nestaje uglavnom kada su Karl Marx i Friedrich Engels pokušali na znanstveni način oformiti program za stvaranje komunističkog društva. Ipak, veliki broj utopističkih koncepta, pojavljuje se i u kasnijim političkim pokretima, npr. u autonomizmu.
Thomas More, William Morris, Edward Bellamy, Charlotte Perkins Gilman i Ursula Le Guin su neka od najinteresantnijih imena u okvirima utopijskog socijalizma. Oni su često predstavljali vizije budućnosti, ponekad također i s anarhističkim ili feminističkim primjesama.

## Poznati utopijski socijalisti
- Barthélemy Prosper Enfantin
- Robert Owen
- Charles Fourier
- Henri Saint-Simon
- Josiah Warren
- Wilhelm Weitling
- Nils Herman Quiding